# الأصهار (فلم 2003)
الأصهار (بالإنجليزية: The In-Laws) فيلم إثارة، أكشن، كوميدي أمريكي من إخراج أندرو فليمنج، وكتب السيناريو أندرو بيرجمان، ونات مولدين. الفيلم من بطولة مايكل دوغلاس، وألبرت بروكس، وهو عبارة عن نسخة جديدة من الفيلم الكلاسيكي الأصلي لعام 1979 الذي يحمل نفس العنوان. تم تصوير مشاهد الفيلم 2003 في الموقع في شيكاغو. كان الفيلم فاشلاً في شباك التذاكر وتلقى مراجعات مختلطة إلى سلبية.

## طاقم التمثيل
مايكل دوغلاس: في دور ستيف توبياس
ألبرت بروكس: في دور جيري بيسر
ريان رينولدز: في دور مارك توبياس
ليندسي سلون: في دور ميليسا بيسر
روبن توني: في دور أنجيلا هاريس
ماريا ريكوسا: في دور كاثرين بيسر
كانديس بيرغن في دور جودي توبياس
ديفيد سوشيت: في دور جان بيير ثيبودو
فلاديمير راديان: في دور تشيركاسوف
مايكل بودنار: في دور الحارس الشخصي لشركاسوف
بويد بانكس: في دور مريض
سوزان أيسرون: في دور ممرضة
تشانغ تسنغ: في دور كوان لو
تمارا جورسكي: في دور ياديرا
مات بيرمان: في دور وكيل في المطعم
راسل أندروز: في دور الوكيل ويل هتشينز
ريتشارد وو: في دور العميل ثورن
كريستين تشينويث: في شخص في الخلفية

## ملخص أحداث الفيلم
ستيف توبياس (مايكل دوغلاس) هو عميل سري لوكالة المخابرات المركزية، ابنه مارك (ريان رينولدز)، على وشك ان يتزوج ميليسا بيسر (ليندسي سلون)، ابنة طبيب الأسنان دمث الخلق، جيري بيسر (ألبرت بروكس). عندما تلتقي العائلتان لتناول العشاء، تحدث أشياء غير متوقعة، تؤدي إلى دخول جيري بيسر في مؤامرة مع ستيف توبياس لعقد صفقة لبيع غواصة روسية لمهرب أسلحة في فرنسا كطعم للقبض على مهربي الأسلحة. يزداد تورط جيري العرضي، ويشتبه مكتب التحقيقات الفيدرالي الأمريكي في كونه جزءًا من صفقة خبيثة على ما يبدو لا يرغب في الكشف عنها. ينتهي الأمر بالوالدين المستقبليين في تفادي الرصاص والقفز من المباني وسرقة الطائرات معًا أثناء محاولتهما تجنب الاستيلاء على مكتب التحقيقات الفيدرالي. بعد انتهاء حفل الزفاف بمشهد مطاردة أخيرًا، تُركوا أخيرًا بمفردهم مع أطفالهم وزوجاتهم فقط لحضور حفل زواج هادئ، برئاسة وكيل مكتب التحقيقات الفيدرالي الذي كان يطاردهم.

## استقبال الفيلم
فشل الفيلم في شباك التذاكر، حيث استرد ما يقل قليلاً عن 27 مليون دولار من ميزانيته البالغة 40 مليون دولار.
منح موقع الطماطم الفاسدة الفيلم تقييم مقداره 33% بناء على آراء 135 ناقد سينمائي، وكتب إجماع نقاد الموقع: «أكبر وألمع من الأصل، ولكن ليس بالضرورة أفضل».
كتبت باربرا إلين من صحيفة التايمز البريطانية في 3 يناير 2018: «ما تبقى لنا هو فيلم يهدف بعناية إلى أن يكون ترفيهيًا لجميع أفراد الأسرة، لكن لا يمكنك تخيل أي فرد من أفراد العائلة يرغب في مشاهدته بشكل خاص».
كتبت نيل مينو من موقع الكومون سينس في 28 ديسمبر 2020: «هذا الفيلم به أخطاء أكثر من الصرعات».
كتب كليم أفتاب على موقع الليست في 17 أبريل 2029: «يركز على رجلين مسنين مملين يحاولان أن يكونا رجلين أقوياء بينما يترابطان في مواقف معقدة وغبية».

## وصلات خارجية
https://www.imdb.com/title/tt0314786/ الأصهار (فيلم 2003)
https://www.rottentomatoes.com/m/inlaws الأصهار (فيلم 2003)
https://www.boxofficemojo.com/release/rl3931866625/ الأصهار (فيلم 2003)
https://www.allmovie.com/movie/the-in-laws-v279425 الأصهار (فيلم 2003)